# Chippendale

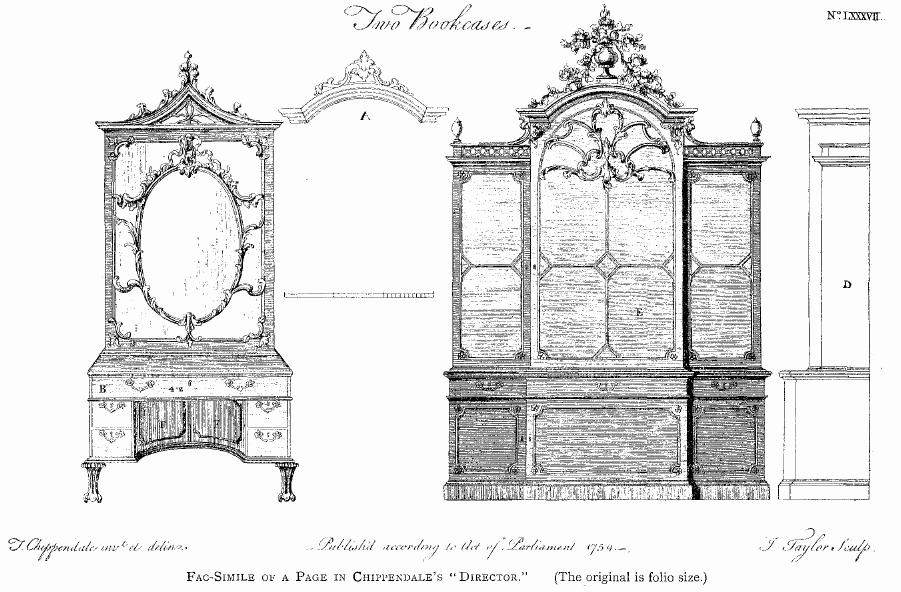
Biblioteczki w stylu Chippendale’a

Chippendale – niejednorodny styl (czasem określany jako style) w meblarstwie angielskim, który pojawił się ok. połowy XVIII wieku. Nazwa pochodzi od nazwiska ebenisty Thomasa Chippendale’a, który wydał w 1754 w Londynie wzornik Gentelman and Cabinet-marker’s Director. Jest to pierwszy styl w meblarstwie angielskim nazwany nie od imienia władcy, ale od nazwiska twórcy.

## Wzornik
W pierwszym (1754) i drugim (1755) wydaniu było po 160 ilustracji. Po zapowiedzi konkurentów o wydaniu podobnego zbioru rysunków mebli Chippendale zmienił i poszerzył swoje dzieło, jego trzecie wydanie ukazywało się w odstępach tygodniowych w latach 1759–1762 i zawierało 200 ilustracji, w tym 105 nowych. Ten zbiór projektów kierowany był do dwóch grup klientów: odbiorców końcowych oraz do projektantów i twórców mebli. Artyści meblarze, którzy subskrybowali wzornik Chippendale’a, naśladowali chętnie zamieszczone tam wzory i przyczynili się do szybkiego spopularyzowania nowego stylu. Meble oparte na tych projektach wytwarzano w Anglii, kontynentalnej Europie i Ameryce.

## Cechy charakterystyczne

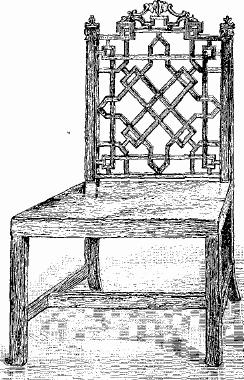
Krzesło w stylu „chińskim”

Podstawową cechą stylu jest eklektyzm określany czasem jako brak stylu. Thomas Chippendale łączył w swoich projektach elementy współczesnej mody z elementami starszymi i egzotycznymi. Projekty te można podzielić na trzy główne grupy: meble wzorowane na stylu gotyckim, na współczesnym projektantowi francuskim stylu rokokowym i sztuce chińskiej. Artysta swobodnie interpretował poszczególne elementy i łączył je w nowy, niespotykany dotąd sposób, co przejęli potem jego naśladowcy. Taka kombinacja różnego rodzaju zapożyczeń dawała czasami efekt przeładowania dekoracjami.
Dla chippendale’a gotyckiego charakterystyczne są krzesła z ostrymi łukami, maswerkami i rozetami. Elementy te pojawiały się także w zdobieniach i konstrukcjach szaf na książki. Wpływ rokoka ujawniał się w projektach ram luster, kandelabrów i konsoli, które były bogato rzeźbione i zdobione. Typowe są tu również krzesła o skomplikowanych ażurowych oparciach, w których często stosowano płaski motyw z przeplatających się wstęg i taśm. Siedziska takich krzeseł były szerokie i wygodne, a nóżki zakończone kulami w szponach ptaka. Przetworzone elementy chińskie stosowane były w kabinetach, szafach z półkami, stołach oraz w oparciach i nogach krzeseł. Niektóre z tych „orientalnych” mebli były malowane i lakierowane w sposób mający imitować oryginalne dekoracje czy zdobienia laką. Powstawały ze względu na modę chinoiserie.
We wzorach zawartych w dziele Chippendale’a przejaskrawiono pewne elementy zdobnicze, ulegały one uproszczeniom w faktycznie wykonanych egzemplarzach, a następnie kolejnym uproszczeniom, gdy do naśladowania modnego stylu zabierali się mniej zdolni w swej sztuce rzemieślnicy. Styl chippendale uproszczony cechuje się gorszą jakością wykonania oraz użyciem tańszych gatunków drewna. Oryginalny styl charakteryzuje solidność wykonania, funkcjonalność i wygoda, a jednocześnie dekoracyjna, elegancka forma. Łączył on w spójną i harmonijną całość różnorodne elementy. Meble wytwarzane były głównie z mahoniu, który pojawił się w Anglii ok. 1725 roku, do intarsji stosowano heban i drewno różane.